# Drymusa canhemabae
Drymusa canhemabae é uma espécie de falsa-aranha-violino do gênero Drymusa. Foi descoberta em 2004 em uma expedição no rio Juruti, no Pará, Brasil, e é considerada ameaçada de extinção. Ela mede 2,16 milímetros de comprimento. Seu nome específico canhemabae é uma adaptação do tupi e significa "aquele que pode desaparecer". Em 2007, foi classificada como vulnerável na Lista de espécies de flora e fauna ameaçadas de extinção do Estado do Pará; e em 2018, sob a rubrica de "dados insuficientes" no Livro Vermelho da Fauna Brasileira Ameaçada de Extinção do Instituto Chico Mendes de Conservação da Biodiversidade (ICMBio).